# 服部真季
服部 真季（はっとり まき、1974年7月12日 - ）は、日本の女性声優。埼玉県出身。81プロデュース所属。

## 人物
声種はメゾソプラノからアルト。
主に洋画作品の吹き替えを行っている。
趣味・特技は書道。

## 出演

### テレビアニメ
- だぁ!だぁ!だぁ!（2000年、エレベーターガール）

### 吹き替え

#### 映画
- ウィング・コマンダー（コンピューター1）
- エクスチェンジ 脳・間・電・送（グロリア）
- 鬼教師ミセス・ティングル（女子生徒A）
- クイーン・オブ・ザ・ヴァンパイア（グルーピー）
- ザ・クリミナル 合衆国の陰謀（マギー）
- サブウェイ・パニック 1：23PM（金髪の女）
- シャークアタック（観光客女）
- スリープウォーカー（マギー）
- デンジャラス・ビューティー（カレン・クランツ）
- パリの恋人（メリッサ）
- ボーイズ・ドント・クライ（車の少女）

#### ドラマ
- サブリナ（ゾーイ）